# USS Monarch (1862)
USS Monarch був колісним паровим тараном армії Сполучених Штатів Америки, який брав участь у Громадянській війні у США у складі Флотилії таранів Сполучених Штатів та Бригади морської піхоти Міссісіпі. Він діяв на річках Міссісіпі та Язу протягом 1862 та 1863 років.

## Побудова  та придбання
«Монарх» побудували як колісний буксир у Фултоні, штат Огайо, у 1853 році. Він затонув в річці Огайо в Луїсвіллі, штат Кентуккі, 5 березня 1861 року, але був піднятий і відремонтований.  Армія Сполучених Штатів придбала судно у Пітсбурзі, штат Пенсільванія, у квітні 1862 року для підтримки операцій армії Союзу і перетворила його на паровий таран у 1862 році для служби разом із Західною флотилією на річці Міссісіпі у складі  Флотилії таранів Сполучених Штатів під керівництвом підполковника Чарльза Еллета-молодшого. Корабель підняв прапор у  Піттсбурзі під командуванням капітана Р. В. Сенфорда.

## Історія служби

### Битва при Мемфісі
Після спорядження у Нью-Олбані, штат Індіана, «Монарх» розпочав службу у Флотилії таранів. У травні 1862 року, пароплав здійснив розвідку до Форт-Піллоу, штат Теннессі, у червні 1862 року і приєдналася до свого однотипного корабля, колісного пароплава USS Queen of the West та річкових броненосців  USS Benton, USS Cairo, USS Carondelet,  USS Louisville та USS St. Louis  у битві при Мемфісі 6 червня 1862 року. Зіткнувшись з  Річковим флотом оборони Конфедерації, тарани знищили сім кораблів Конфедерації, практично ліквідувавши флотилію противника. Під час битви «Монарх» протаранив бавовносці  CSS Colonel Lovell та CSS General Beauregard. 6 червня 1862 року війська Союзу взяли Мемфіс, штат Теннессі, очистивши верхів'я річки Міссісіпі від фортів і кораблів Конфедерації.
26 червня 1862 року «Монарх» і таран USS Lancaster переслідував  CSS General Earl Van Dorn вниз по Міссісіпі і вгору по річці Язу, Конфедерати спалили свій корабель під Язу Сіті, Міссісіпі, щоб запобігти його захопленню.

### Облога Віксбургу
Починаючи з червня 1862 року «Монарх» проти сил Конфедерації у Віксбургу, штат Міссісіпі. 16 серпня 1862 року «Монарх» та п’ять інших кораблів відійшли від Гелени, штат Арканзас у спільний рейд ї армії та ВМС США на Міссісіпі вгору по річці Язу з військами, які висадилися в різних точках уздовж берега та знищили артилерійські батареї Конфедерації на річці. 27 серпня 1862 року кораблі Союзу захопили гребний пароплав USS Fairplay вище за течією від Віксбургу. Потім «Монарх» патрулював Язу разом з  трофейним колісним пароплавом USS General Bragg, щоб запобігти використанню Конфедерацією пароплава «Пол Джонс» для підтримки зв'язку з Віксбургом. Пізніше того ж року «Монарх» знешкодив міни на Язу.

### Битва за Арканзас Пост
«Монарх» приєднався до 11 інших кораблів в експедиції для захоплення форту Гіндман, Арканзас, 4 січня 1863 року. Цей форт контр-адмірал Девід Діксон Портер описав «міцний горіх». Разом з військами генерал-майора Вільяма Текумсе Шермана 9 січня 1863 року, кораблі Союзу брали участь у битві за Арканзас-Пост і взяли участь у захопленні форту Гіндман 11 січня.

### Пізніша служба
У лютому 1863 року «Монарх» відплив вгору по Язу до Грінвілла, штат Міссісіпі, щоб замістити командера Прічетта, який протидіяв нерегулярним частинам південців. У квітні 1863 року вона приєдналася до парових таранів «Фултон», USS Lioness та  USS T. D. Horner у підтримці бригади морської піхоти полковника Еллета у долині Теннессі. 
Після падіння Віксбурга в липні 1863 року і колапсу флотилій  Конфедерації на західних річках місія «Монарха» була виконана. Корабель був виведений у резерв Міссісіпі під Сент-Луїсом, штат Міссурі,у липні 1863 року  і була виключена з військово-морського рєєстру в 1864 році, але залишилася в резерві, готовий до повернення у стрій у разі потреби. У грудні 1864 року корабель затопив льодохід , але його підняли і доставили до Маунд-Сіті, штат Іллінойс, для утилізації в липні 1865 року.